# 산자이 간디

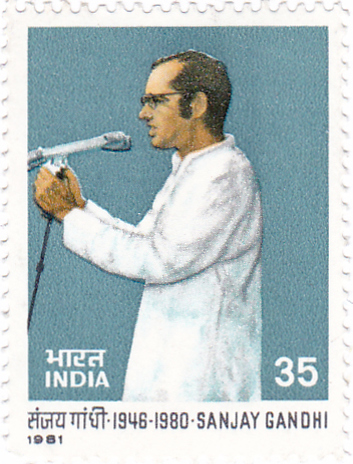

산자이 간디(영어: Sanjay Gandhi, 1946년 12월 14일 ~ 1980년 6월 23일)는 인도의 정치인이며, 인디라 간디 전 총리의 아들이다.
네루-간디 가문의 구성원 중 하나인 그는 생전 인디라의 유력한 후계자였으며, 후임 인도 국민회의 대표로 손꼽혔으나 뉴델리 인근에 위치한 사프다르중 공항 인근에서 일어난 비행기 사고로 요절하면서 형 라지브 간디가 대신하게 되었다. 미망인 마네카 간디와 아들 바룬 간디는 현재 인도 인민당의 주요 인사 중 하나이다.